# Colin Robinson
Colin Robinson (Trindade e Tobago, 8 de outubro de 1961 – Washington, D.C., 4 de março de 2021) foi um defensor da justiça social trinitário-tobagense. A defesa de Robinson se concentrou em questões LGBT+, política de combate ao HIV e justiça de saúde e igualdade de gênero.

## Primeiros anos e educação
Colin McNeil Robinson nasceu em 8 de outubro de 1961, filho de Josceline Stewart-Robinson, diretora de escola primária, e Carlton Robinson, gerente financeiro. Ele era um dos quatro filhos e cresceu em Diego Martin e Port of Spain, em Trindade. Ele se formou no St. Mary's College em 1979 e recebeu uma bolsa nacional em línguas modernas, que usou para frequentar a Universidade Yale em 1980. Ele frequentou Yale por um semestre antes de abandonar o curso e se mudar para a cidade de Nova Iorque, onde se transferiu para a Universidade de Nova Iorque e estudou intermitentemente a partir de 1981. Robinson concluiu seu diploma em antropologia em 1988 e mais tarde recebeu um mestrado em política e gestão de saúde pela New School.

## Carreira e ativismo
Ao se mudar para Nova Iorque, Robinson encontrou uma comunidade entre outros homens e mulheres negros e queer, e se associou a escritores e ativistas como Essex Hemphill, Ray Melrose, Ron Simmons, Steven Fullwood, Assotto Saint e Joseph Beam. Em 1984, ele se juntou ao Blackheart Collective, um grupo de escritores queer com membros como Audre Lorde, e atuou como editor do jornal do coletivo. Em 1986, Robinson foi correspondente de notícias da revista literária de Beam, Black/Out, e trabalhou extensivamente para Other Countries, a oficina de escrita que surgiu do Blackheart Collective. No mesmo ano, Charles Angel fundou Gay Men of African Descent, com Robinson como copresidente da organização. Ele contribuiu com textos e poesia para Other Countries: Black Gay Voices (1988) e Beyond Homophobia: Centring LGBTQ Experience in the Anglophone Caribbean (2020), etc.
O trabalho de Robinson na década de 1990 concentrou-se principalmente na educação e prevenção do HIV/AIDS com a Gay Men's Health Crisis (GMHC). Em 1994, Robinson e John Manzon-Santos fundaram o Projeto Audre Lorde. Por volta de 1997, ele fundou o Caribbean Pride para abordar o apagamento da experiência do imigrante nos movimentos queer. De 1998 a 2003, ele atuou como copresidente da Comissão Internacional de Direitos Humanos de Gays e Lésbicas (IGLHRC, em inglês).
De 2001 a 2006, Robinson atuou como diretor executivo da New York State Black Gay Network e ajudou a organizar protestos contra as apresentações de blackface de Shirley Q. Liquor, que se apresentou em clubes gays e foi defendida por RuPaul. Em 2007, Robinson retornou a Trinidad para continuar seu trabalho de apoio às comunidades LGBTQ do Caribe. Ele fundou a Coalition Advocating for Sexual Inclusion (CAISO) em 2009 e atuou como diretor executivo até sua morte. Em 2020, a CAISO estabeleceu o Colin Robinson Hard Head Award, que reconhece líderes em movimentos de direitos iguais. Ele também foi cofundador do Fórum Caribenho para Libertação e Aceitação de Gêneros e Sexualidades. Ele foi um dos primeiros a fazer campanha abertamente pelos direitos LGBT+ em Trindade e Tobago e no Caribe, e iniciou o Projeto Anti-Violência com o objetivo inicial de protestar contra Buju Banton. Robinson também era conhecido por sua poesia e seu trabalho é considerado parte do cânone da poesia queer caribenha; em 2016, ele publicou uma coleção de poesias, You Have You Father Hard Head. Ele contribuiu com textos e poesias para periódicos e antologias como Other Countries: Black Gay Voices (1988), Beyond Homophobia: Centring LGBTQ Experience in the Anglophone Caribbean (2020), Calabash: A Journal of Caribbean Arts and Letters e Corpus: An HIV Prevention Publication. Robinson também escreveu uma coluna semanal para o Trinidad e Tobago Newsday.
Robinson morreu de câncer de cólon em 4 de março de 2021, em Washington, D.C, aos 59 anos de idade.